# 达瑟尔
达瑟尔（德語：Dassel，發音：[ˈdasl̩]）是德国下萨克森州诺特海姆县的城市，面积113.24平方千米，2023年12月31日人口为9,754人。